# 浦卿
浦卿（1546年—？），字良弼，錦衣衛籍，直隸鎮江府丹徒縣人，明朝政治人物。

## 生平
隆慶四年（1570年）庚午科順天府鄉試第一百二十九名，萬曆五年（1577年）丁丑科會試第一百十六名，登三甲第一百四十七名進士。授山东齊河縣知县。官至户部郎中。

## 家族
曾祖浦瑜；祖父浦傑；父浦昂。母徐氏；繼母徐氏。慈侍下。兄照、相。